# Henry Busse
Henry Busse, född 19 maj 1894 i Magdeburg i Tyskland, död 23 april 1955 i Memphis i Tennessee, var en amerikansk jazztrumpetare.
Henry Busse emigrerade till USA 1916 och blev medlem i Paul Whitemans orkester 1918. Han komponerade flera av denna orkesters hits, som Hot Lips och Wang, Wang Blues. År 1928 bildade han sin egen orkester, Henry Busse Orchestra, vilken övervägande spelade dansbandsmusik. Busse spelade, fram till sin död, in ett stort antal skivor med denna orkester och han medverkade även i några filmer, bland annat The Fabulous Dorseys från 1947.